# Nyalka
Nyalka é um município da Hungria, situado no condado de Győr-Moson-Sopron. Tem 12,86 km² de área e sua população em 2015 foi estimada em 442 habitantes.